# Wapen van Irak
Het wapen van Irak toont een gouden adelaar die naar rechts kijkt (van voren gezien links). Het symbool gaat terug tot de tijd van Saladin en wordt Saladins Adelaar genoemd.
Onder de klauwen van de adelaar staat in het Arabisch de naam van het land (Al-Yumhūriyya al-‘Irāqiyya). De adelaar draagt op zijn borst een schild met daarop een afbeelding van de vlag van Irak.
Het wapen van Irak is gebaseerd op hetzelfde ontwerp als het wapen van Egypte, terwijl ook een aantal andere Arabische staten een soortgelijk wapen voeren.
Afghanistan · Armenië · Azerbeidzjan · Bahrein · Bangladesh · Bhutan · Brunei · Cambodja · China: Volksrepubliek / Republiek (Taiwan) · Cyprus · Filipijnen · Georgië · India · Indonesië · Irak · Iran · Israël · Japan · Jemen · Jordanië · Kazachstan · Kirgizië · Koeweit · Laos · Libanon · Malediven · Maleisië · Mongolië · Myanmar · Nepal · Noord-Korea · Oezbekistan · Oman · Oost-Timor · Pakistan · Palestina · Qatar · Rusland · Saoedi-Arabië · Singapore · Sri Lanka · Syrië · Tadzjikistan · Thailand · Turkmenistan · Turkije · Verenigde Arabische Emiraten · Vietnam · Zuid-Korea

Afhankelijke gebieden: Hongkong · Macau

Betwiste gebieden: Noord-Cyprus